# 大蒲柴河镇
大蒲柴河镇，是中华人民共和国吉林省延边朝鲜族自治州敦化市下辖的一个乡镇级行政单位。

## 行政区划
大蒲柴河镇下辖以下地区：
小蒲柴河村、松江河村、腰甸子村、柳树河村、腰屯村、富源村、浪柴河村、腰甸村和松源村。